# 勝浦湾 (千葉県)

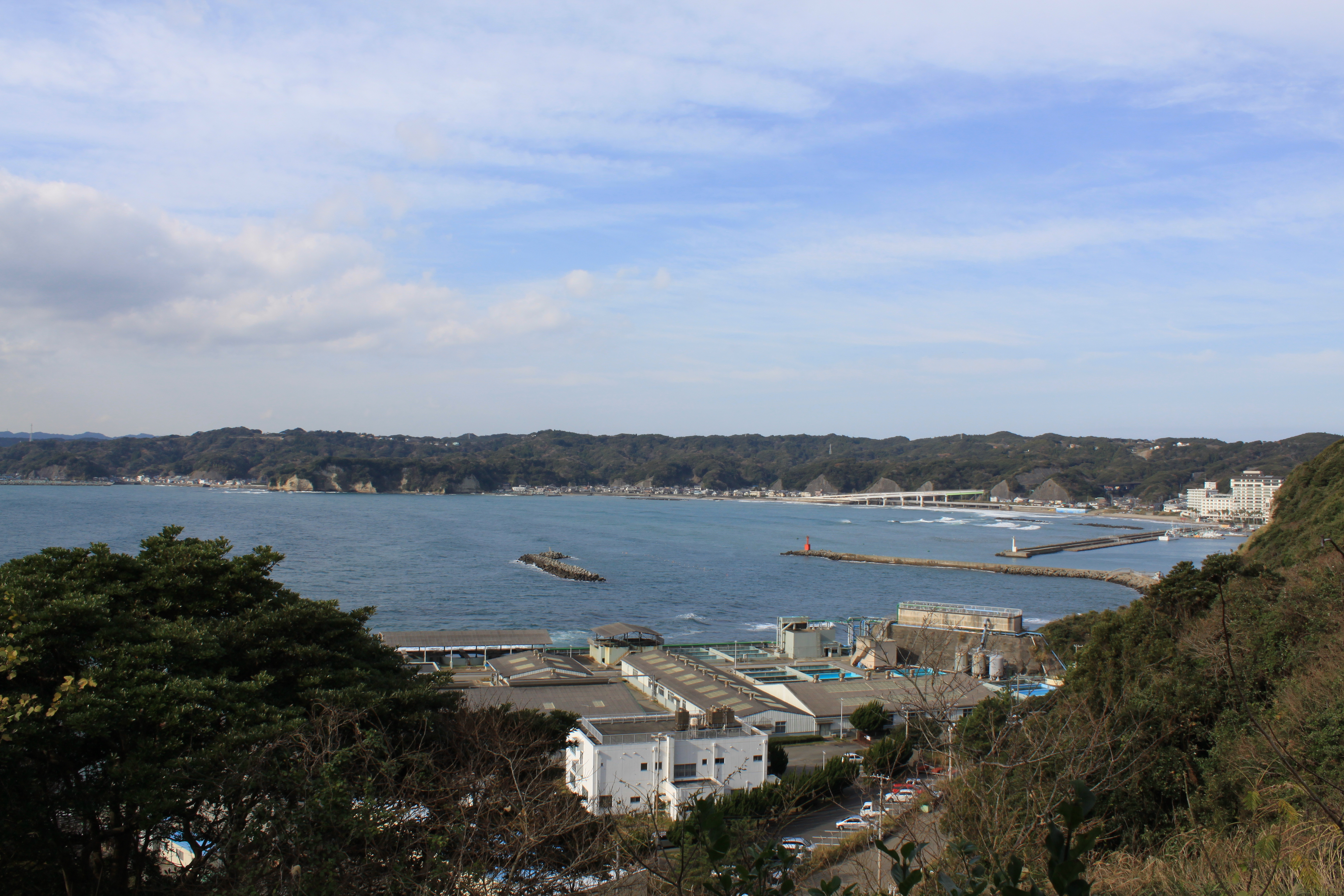
勝浦湾

勝浦湾（かつうらわん）は、千葉県勝浦市にある湾。

## 概要
古く奈留加海（なるかのうみ）と呼ばれた所と伝えられ、鳴鹿湾（なるかわん）、三日月湾（みかづきわん）との異称がある。湾口の幅は約1.7km、奥行きは約1.6km。
東側の八幡岬と西側の黒ヶ鼻に囲まれた太平洋に向けて南側に開けた湾であり、大きな河川の流入は無い。一帯はリアス式海岸であるため東岸と西岸は岩石海岸になっており、西岸には景勝地として尾名浦があり、海蝕洞を見ることができる。一方で北岸は砂浜海岸になっており、勝浦中央海水浴場と串浜海水浴場がある。また、北東岸は勝浦市の中心部が面しており、東岸には勝浦漁港、西岸には松部漁港がある。

## 湾内の島

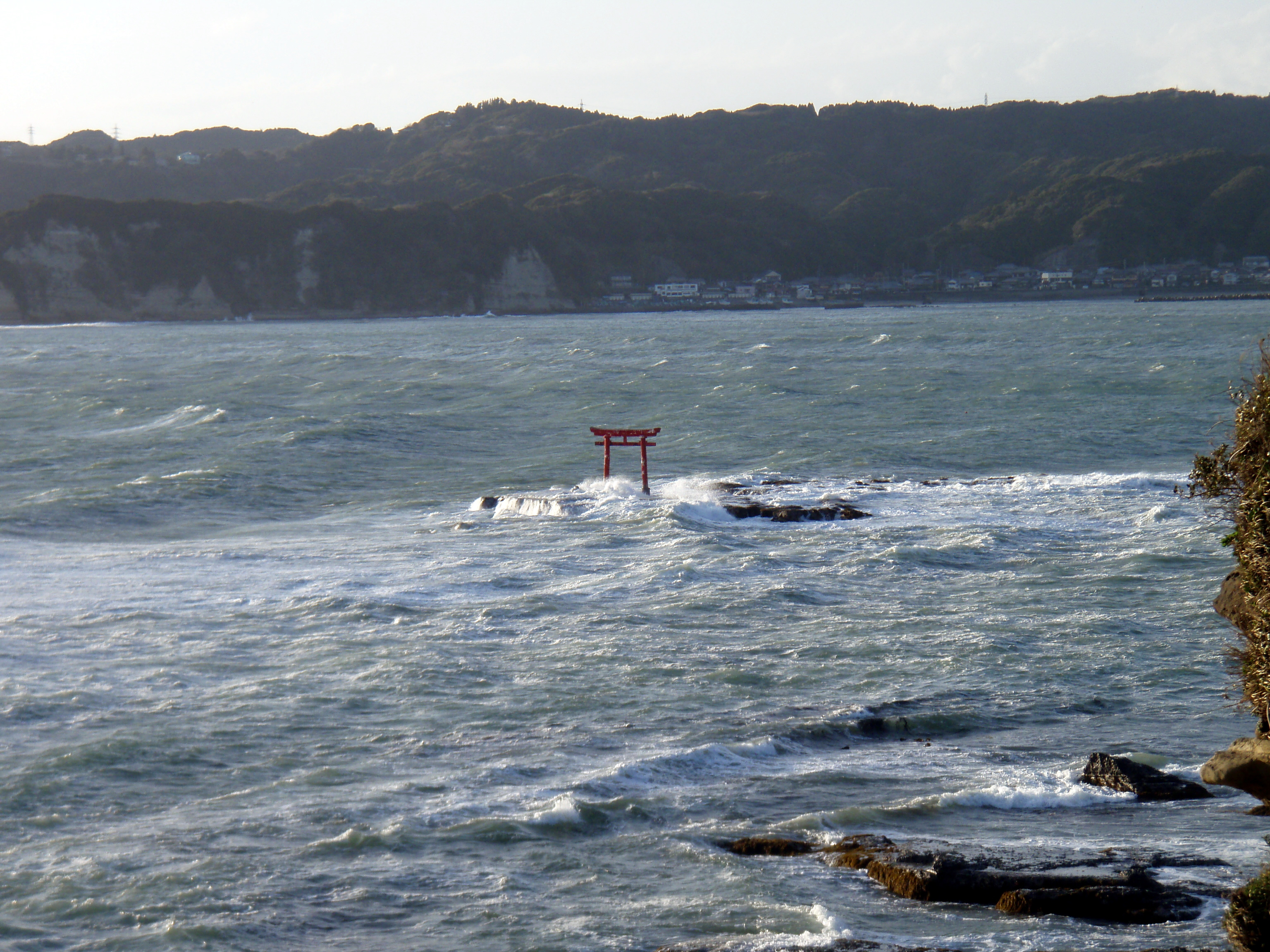
平島と鳥居

- 平島 - かつて八幡岬突端にあった遠見岬神社の鳥居が残る島。
- 御千代ケ島 - 勝浦中央海水浴場付近にある島。

## 沿岸施設
- 勝浦漁港
- 串浜漁港
- 松部漁港
- 勝浦中央海水浴場
- 串浜海水浴場

## 景勝地
- 八幡岬公園
- 尾名浦
- 砂子ノ浦